# 지킴

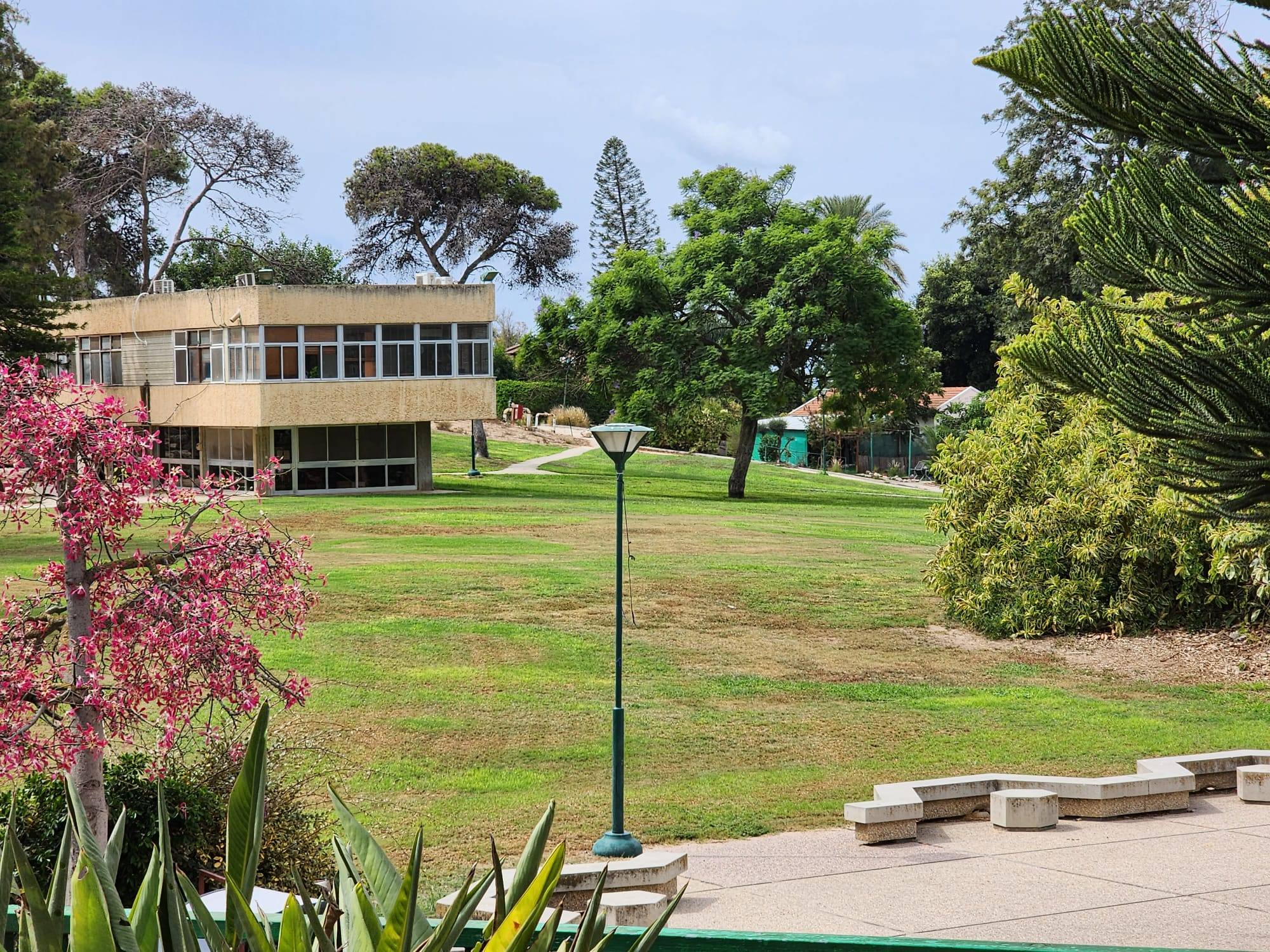
2023년 8월 키부츠 지킴의 모습

지킴(히브리어: זִיקִים)은 이스라엘 남부의 키부츠이다. 북부 네게브 사막에 위치하고 있으며 호프 아스글론(Hof Ashkelon) 지역 의회의 관할권에 속한다. 2021년 기준 인구는 894명이다.

## 역사
키부츠는 1947년 팔레스타인 위임통치령에 도착하기 전 하쇼머 핫자이르(Hashomer Hatzair)에 속한 젊은 루마니아 유대인 그룹에 의해 인구가 감소한 팔레스타인 마을인 히리비아에 속했던 땅에 1949년에 설립되었다.
당시 네게브 지역의 유대인 정착촌은 매우 드물었고 각각의 새로운 위치는 광야의 "빛의 지점"(zik)으로 간주되었다. 나중에 이스라엘 역사가가 된 마이클 하세고르(Michael Har-Segor)는 하쇼머 핫자이르에서의 활동으로 인해 루마니아에 투옥되어 있는 동안 이 이름을 생각해 냈다. 그는 푸쉬킨의 말을 히브리어로 번역했다고 한다: "불꽃에서 불꽃이 나올 것이다."
지킴은 전 세계, 가장 최근에는 남미에서 하쇼머 핫자이르 회원을 유치했다. 영국 배우 밥 호스킨스는 유대인은 아니지만 1967년 지킴에서 자원봉사자로 일했다.
2006년 가자 북부에서 발사된 카쌈 로켓이 지킴의 매트리스 공장을 강타했다. 이슬람 지하드는 로켓 공격에 대한 책임을 주장했다. 2014년 7월, 무장한 팔레스타인인 5명이 키부츠 지킴(Kibbutz Zikim) 해변을 통해 이스라엘로 건너가려고 시도했다. 그들은 IDF 총격으로 사망했다.
2023년 이스라엘-하마스 전쟁 동안 하마스는 지킴 전투에서 바하드 4 군사 기지와 지킴 키부츠를 상륙 공격했다. 하마스는 지킴 해변 학살로 민간인 10~15명과 군인 7명을 살해하고 수십 명이 부상을 입었다.

## 경제
주요 작물은 망고와 아보카도이다. 지킴은 또한 이스라엘 최대 규모의 낙농장 중 하나를 운영하고 있다. 주요 산업 제품은 키부츠 공장인 폴리리트(Polyrit)에서 생산되는 폴리우레탄이다.

## 저명한 인물
- 밥 호스킨스

## 같이 보기
- 지킴 전투